# Ołeksandr Babij
Ołeksandr Mykołajowycz Babij, ukr. Олександр Миколайович Бабій, ros. Александр Николаевич Бабий, Aleksandr Nikołajewicz Babij (ur. 9 lipca 1968 w Taszkencie, Uzbecka SRR) – ukraiński piłkarz, grający na pozycji obrońcy, a wcześniej pomocnika.

## Kariera piłkarska

### Kariera klubowa
Urodził się w Taszkencie, a rok później wraz z rodzicami powrócił do ojczystego miasta na Ukrainie Chmielnicki. Wychowanek DJuSSz-1 w Chmielnickim. Pierwszy trener Wołodymyr Kozarenko. Potem służył w wojsku w Czerniowcach. Po demobilizacji z wojska grał w amatorskiej drużynie z Brzeżan. W 1991 został piłkarzem Tempu Szepietówka, w składzie którego 6 marca 1992 debiutował w Ukraińskiej Wyższej Lidze w meczu z Ewisem Mikołajów (0:1). Latem 1992 przeszedł do Nywy Tarnopol. Na początku 1994 przeniósł się do Stali Ałczewsk, skąd latem został zaproszony do Szachtara Donieck. Potem występował w zaporoskich klubach Torpedo i Metałurh, po czym latem 1996 powrócił do Szachtara. Zimą 1998 wyjechał do Rosji, gdzie został piłkarzem Zenitu Petersburg. Po dwóch sezonach powrócił do Ukrainy, gdzie najpierw grał w amatorskim zespole kopalni "Ukraina" z miasta Ukraińsk, z którym zdobył Puchar Ukrainy wśród drużyn amatorskich. W rundzie jesiennej sezonu 2000/01 grał w Stali (Ałczewsk), a zimą ponownie wyjechał do Rosji, gdzie bronił barw pierwszoligowych klubów Lokomotiw Niżny Nowogród i Arsenał Tuła. W 2001 zakończył karierę piłkarską.

## Sukcesy i odznaczenia

### Sukcesy klubowe
- wicemistrz Ukrainy: 1997, 1998
- zdobywca Pucharu Ukrainy: 1995, 1997
- zdobywca Pucharu Rosji: 1999